# Comuna Hubîci, Ripkî
Hubîci (în ucraineană Губичі) este o comună în raionul Ripkî, regiunea Cernihiv, Ucraina, formată din satele Hubîci (reședința), Hunkivka, Liskivka, Mîsî, Redkivka și Șkuranka.

## Demografie
Componența lingvistică a comunei Hubîci
     Ucraineană (94,3%)
     Rusă (4,91%)
     Alte limbi (0,63%)
Conform recensământului din 2001, majoritatea populației comunei Hubîci era vorbitoare de ucraineană (94,3%), existând în minoritate și vorbitori de rusă (4,91%).